# Crambidia casta
Crambidia casta är en fjärilsart som beskrevs av Sanborn 1869. Crambidia casta ingår i släktet Crambidia och familjen björnspinnare. Inga underarter finns listade i Catalogue of Life.